# Schweimke
Schweimke ist ein Ortsteil der Gemeinde Obernholz, im Norden des Landkreises Gifhorn in Niedersachsen.

## Geographie

### Geographische Lage
Schweimke liegt im Osten der Südheide, zwischen dem Naturpark Südheide und dem Naturpark Wendland.Elbe. Die Ortschaft befindet sich etwa 30 km südlich der Stadt Uelzen, gehört aber zum Landkreis Gifhorn. Nächstgelegene Mittelzentren sind Gifhorn, Celle und Uelzen.

### Geologie
Nördlich von Schweimke entspringt der Gosebach, südlich von Schweimke verläuft der Bottendorfer Bach. Das Waldgebiet nordöstlich von Schweimke wird als Schweimker Holz bezeichnet. Höchste Erhebung ist der westlich von Schweimke gelegene 117 Meter hohe Wohldberg.

## Geschichte

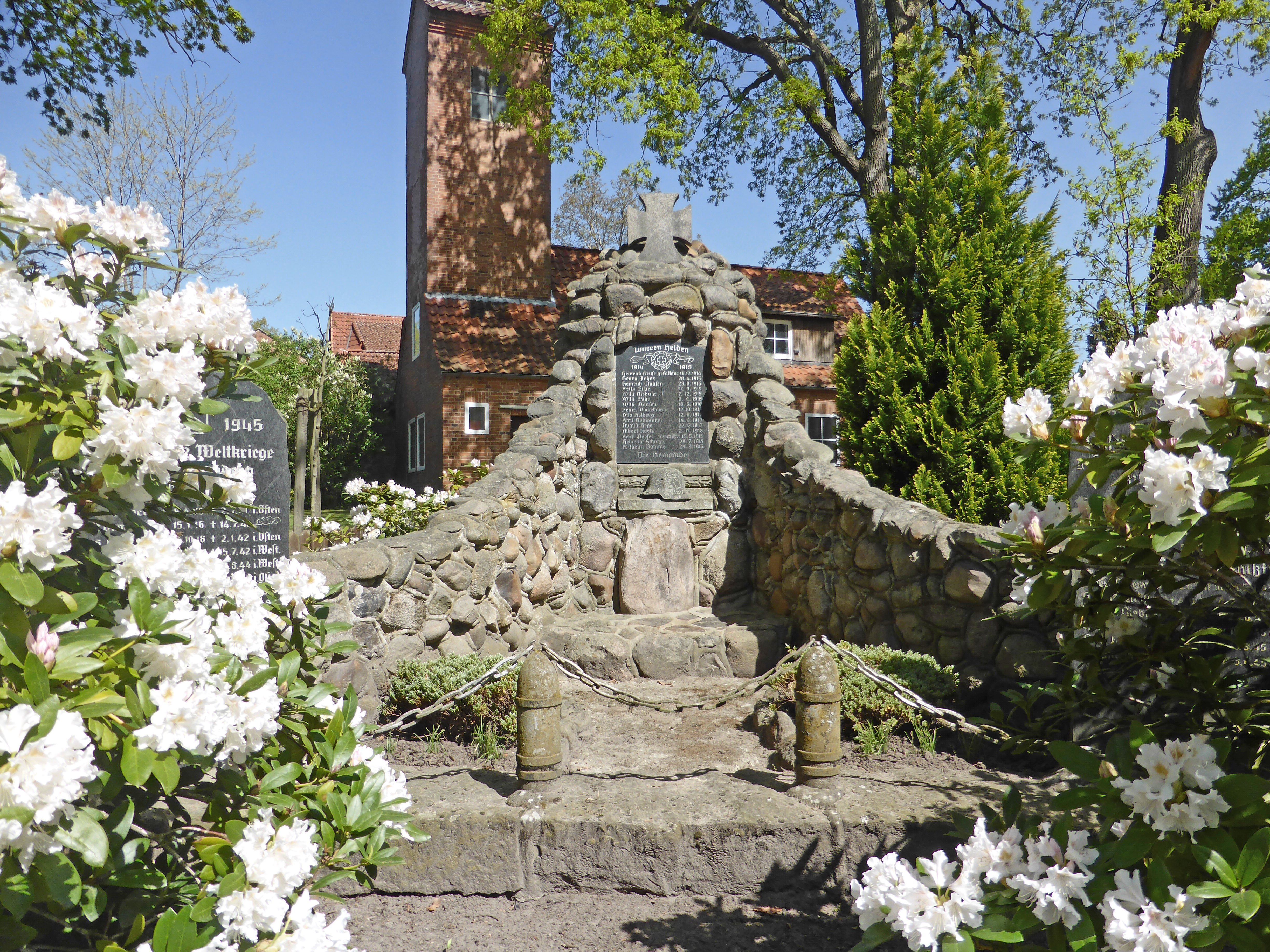
Kriegerdenkmal

In der Franzosenzeit gehörte Schweimke zum Distrikt Uelzen im Departement der Aller des Königreichs Westphalen. 1885 wurde der Kreis Isenhagen gegründet, dem Schweimke angehörte. Zuvor gehörte Schweimke zum Amt Isenhagen. 1932 wurde der Kreis Isenhagen aufgelöst, seitdem gehört Schweimke zum Landkreis Gifhorn.
Am 1. März 1974 wurde Schweimke in die neugegründete Gemeinde Obernholz eingegliedert.

## Einwohnerentwicklung
| Jahr      | 1910 | 1925 | 1933 | 1939 | 2008 | 2012 |
| --------- | ---- | ---- | ---- | ---- | ---- | ---- |
| Einwohner | 231  | 225  | 475  | 470  | 239  | 219  |

## Religion
Schweimke ist seit der Reformation protestantisch geprägt, verfügt jedoch über keine Kirche.
Evangelisch-lutherische Einwohner gehören zur Kirchengemeinde Hankensbüttel mit der St.-Pankratius-Kirche in Hankensbüttel, Katholiken gehören zur Pfarrei Wittingen mit der St.-Marien-Kirche in Wittingen.

## Kultur und Sehenswürdigkeiten

### Bauwerke

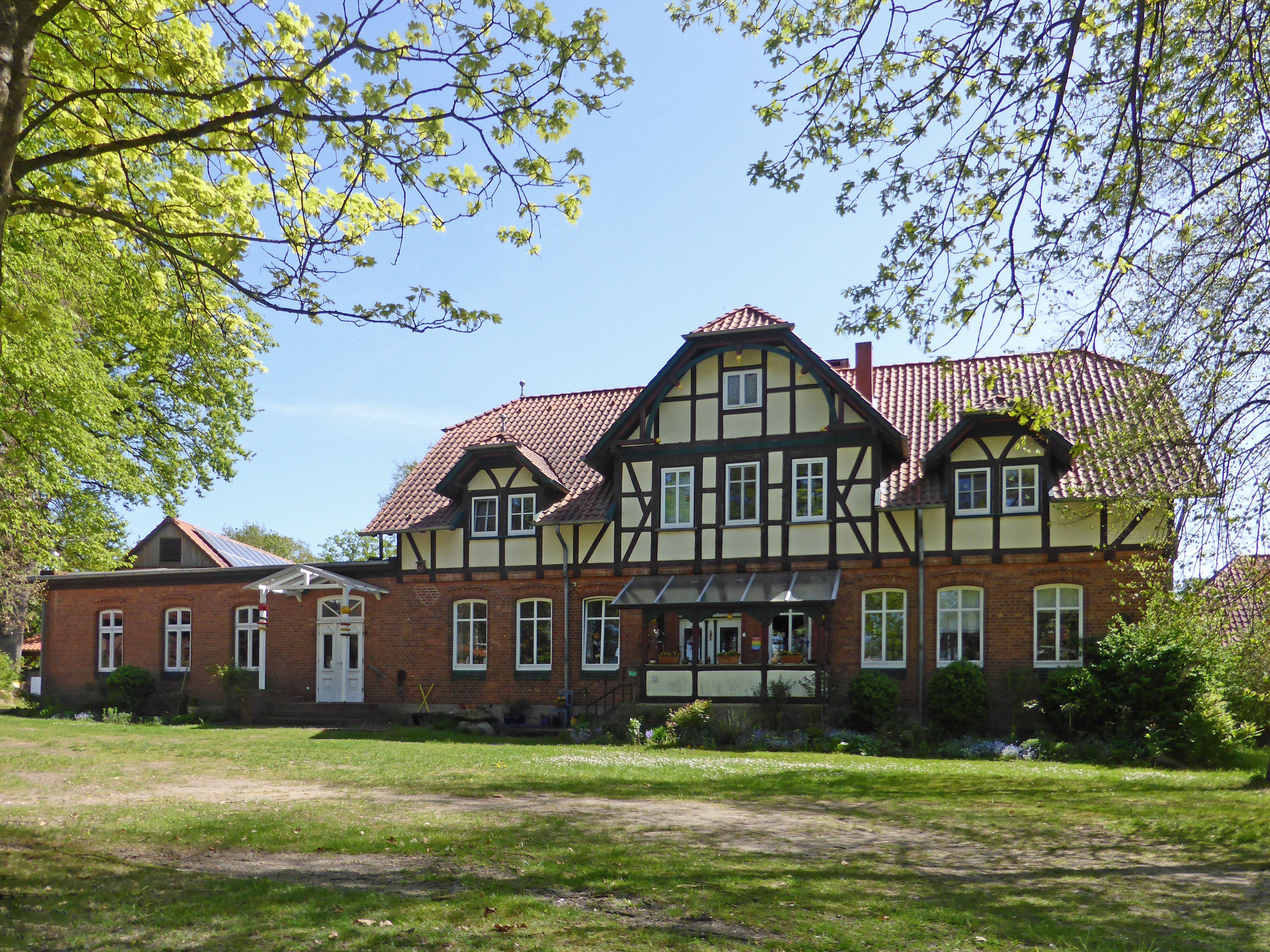
Ehemaliges Gasthaus

Als Baudenkmal sind im Denkmalatlas Niedersachsen das um 1900 erbaute ehemalige Gasthaus mit seinem Saalanbau und zwei landwirtschaftlichen Nebengebäuden, die 1806 erbaute Wassermühle Gosemühle mit dem von historischem Baumbestand umgebenen Mühlenteich und dem Mühlengraben, die Wohnhäuser Im Dorfe 1, 6 und 7 sowie die Bottendorfer Wassermühle verzeichnet.
Das Kriegerdenkmal erinnert an die Gefallenen und Vermissten der beiden Weltkriege aus Schweimke.

### Grünflächen und Naherholung
Nordöstlich von Schweimke befindet sich das Naturschutzgebiet Schweimker Moor und Lüderbruch.

### Sport

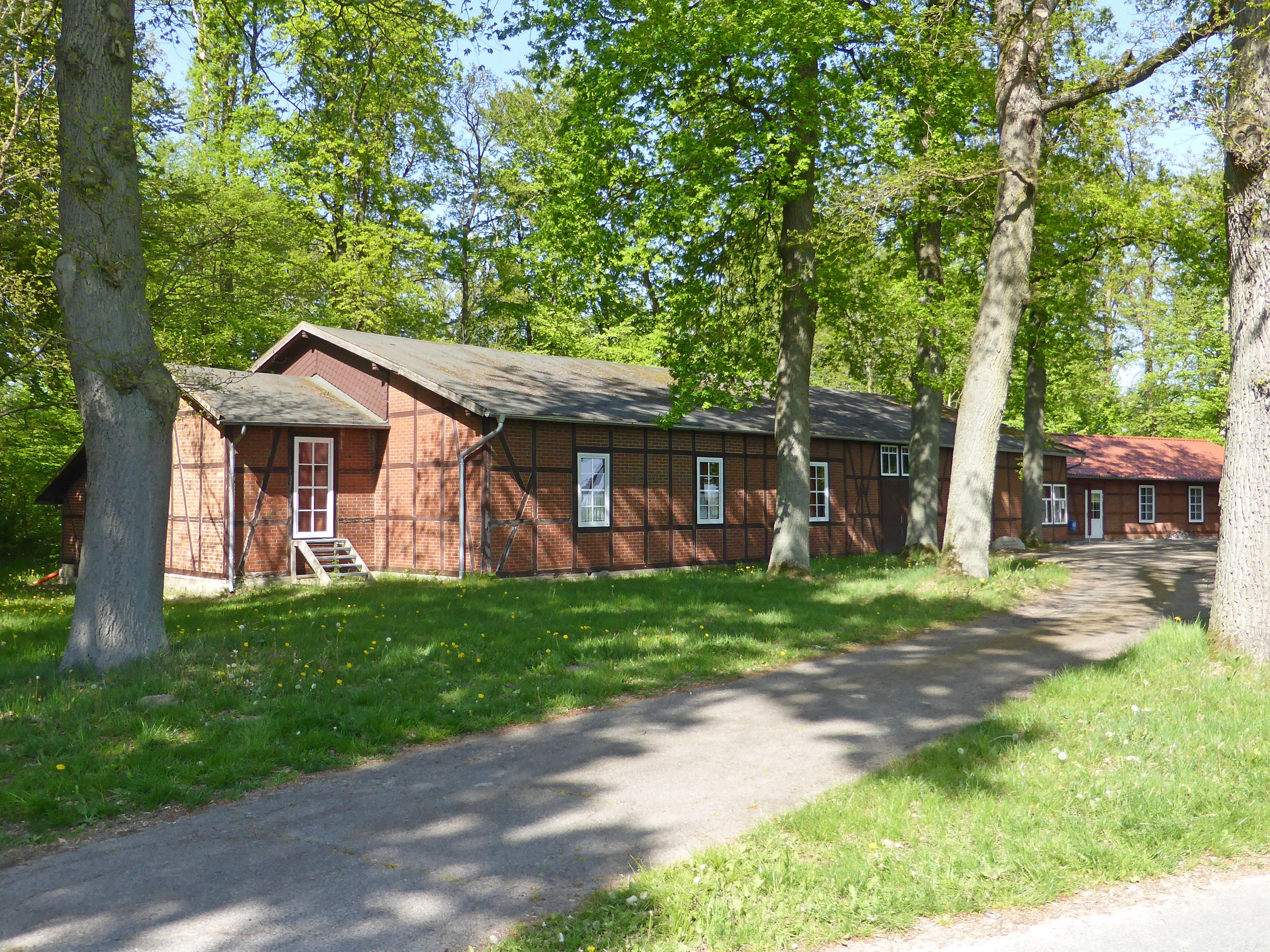
Schützenhaus

Im Wald unweit von Schweimke steht das Schützenhaus des Schützenvereins Schweimke e.V. Der Verein geht auf das Jahr 1859 zurück und widmet sich dem Sportschießen.

### Regelmäßige Veranstaltungen
Das Schützenfest wird vom Schützenverein Schweimke e.V. ausgerichtet.

## Wirtschaft und Infrastruktur

### Unternehmen
In Schweimke steht ein Postbriefkasten zur Verfügung. Die Poststelle Schweimke wurde geschlossen.
Auch die Gaststätte Ochsendorf (vormals Niebuhr) und das Gemischtwarengeschäft Wernecke wurden geschlossen. Einkaufsmöglichkeiten des täglichen Bedarfs und Gastronomie sind in Schweimke nicht mehr vorhanden.

### Öffentliche Einrichtungen

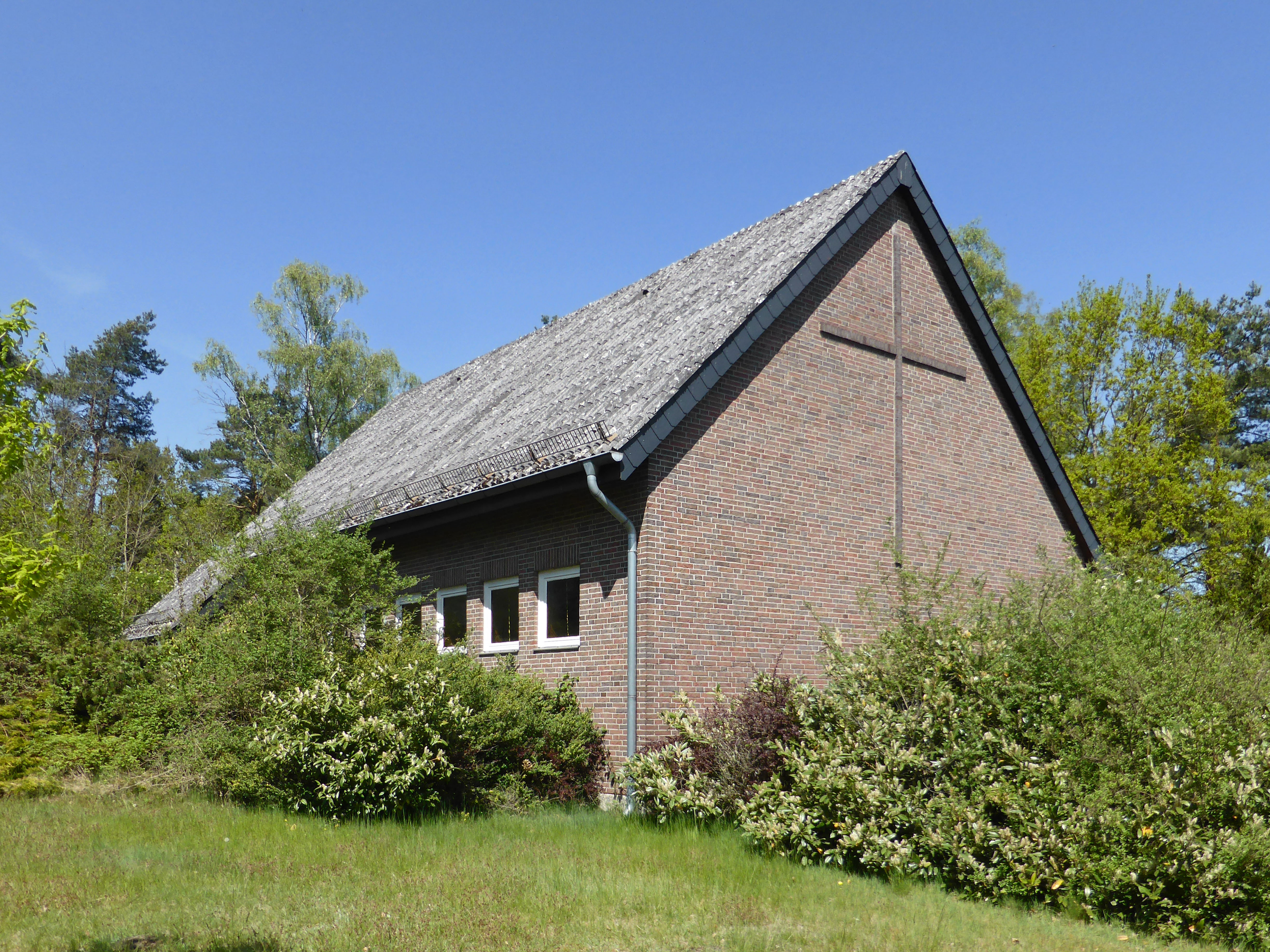
Friedhofskapelle

Die Freiwillige Feuerwehr Schweimke wurde 1899 gegründet, sie verfügt über ein 1955 erbautes Feuerwehrhaus.
Der Friedhof verfügt über eine Friedhofskapelle, er befindet sich in Trägerschaft der Samtgemeinde Hankensbüttel.

### Bildung
Die Schule wurde geschlossen.

### Verkehr
In Schweimke beginnt die Kreisstraße 12, die in der Ortslage von Schweimke die Bezeichnung Im Dorfe trägt. Die Kreisstraße 12 führt von Schweimke über Steimke in Richtung Hankensbüttel, bis sie nahe dem nördlichen Ortseingang von Hankensbüttel auf die von Wierstorf kommende Kreisstraße 11 trifft.

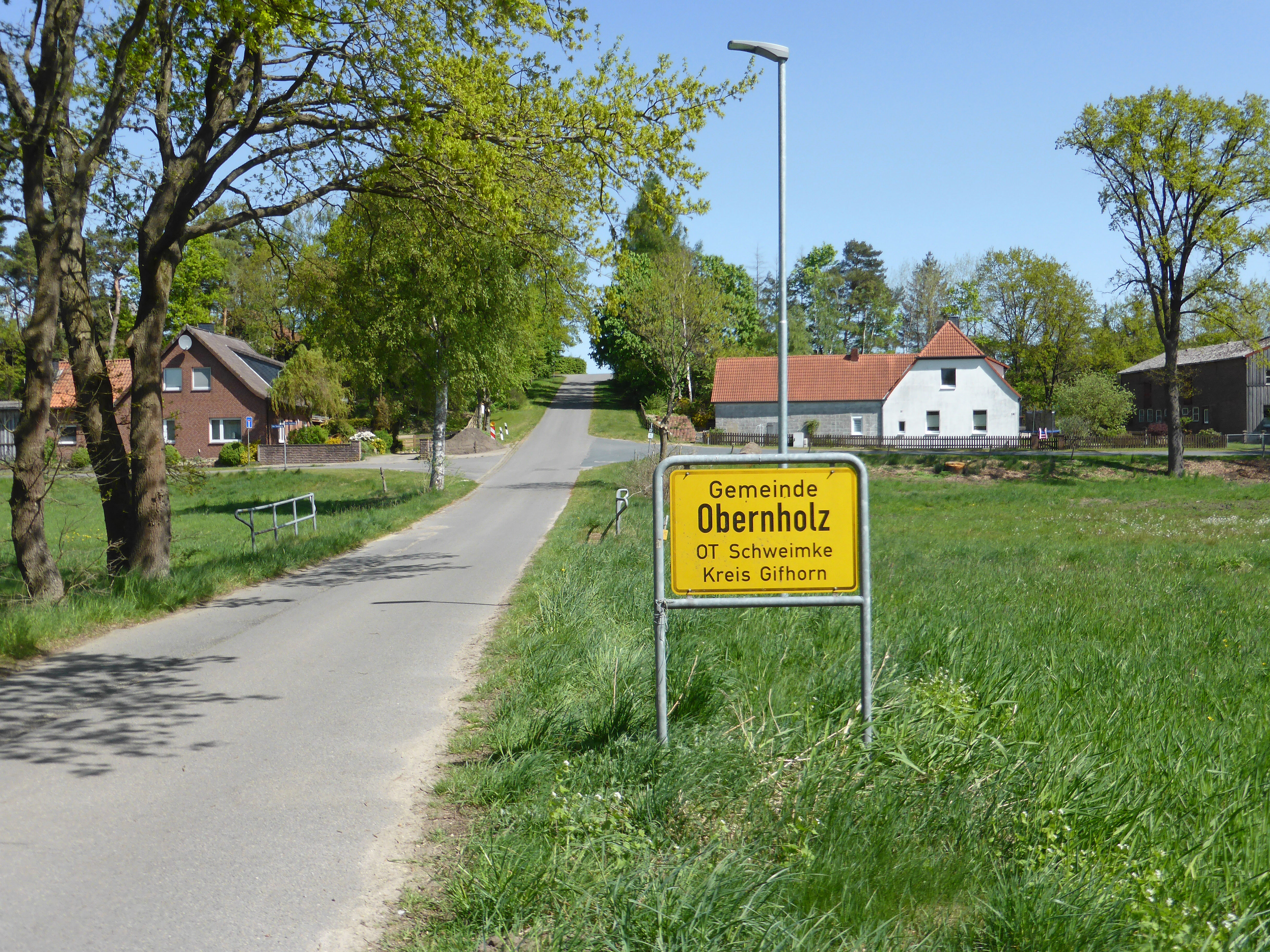
Kreisstraße 13 in Schweimke

Die Kreisstraße 13 hat ihren Ursprung ebenfalls in Schweimke, sie trägt in der Ortslage von Schweimke die Bezeichnung Am Schusterberg. Die Kreisstraße 13 verläuft von Schweimke über Bottendorf und Wettendorf bis nach Steimke, wo sie an der Kreisstraße 12 endet.
Eine Gemeindeverbindungsstraße führt von Schweimke am Naturschutzgebiet Bokeler Heide vorbei bis nach Bokel.
Linienbusse fahren von Schweimke bis nach Hankensbüttel.